# Шахова олімпіада 1978

Офіційна емблема шахової оліміади 1978 року

23 шахова Олімпіада проходила з 25 жовтня по 12 листопада 1978 року у столиці Аргентини, в місті Буенос-Айрес. Цього разу в ній брали участь майже всі найсильніші команди світу. З провідних команд не було лише Чехословаччини і НДР.
Столиця Аргентини вдруге стала місцем проведення «турніру націй». Майже сорок років тому у центрі міста, в театрі Політеам, шахісти виборювали пальму першості VIII Олімпіади. Нині в розпорядженні шахістів були приміщення під трибунами відомого стадіону «Рівер Плейт», розміщеного на околиці 9-мільйонного Буенос-Айреса. І це не дивно. Змагання в Буенос-Айресі за своїми масштабами було рекордним, тут одночасно проходила і VIII жіноча Олімпіада, в якій брали участь шахістки 32 країн. Організаторам було нелегко підібрати ігрові приміщення для такої великої кількості учасників, тому найкращий вихід з цього становища — переобладнання трьох поверхів коридорів під трибунами «Рівер Плейту». Спеціально для XXIII Олімпіади в приміщеннях було змонтоване штучне освітлення й установлена система кондиціювання повітря.

## Організація
Учасники жили в центрі міста у трьох комфортабельних готелях: «Шератон», «Плаза» і «Бауен». Відстань від місця проживання до «Рівер Плейту» — 15 км. У зв'язку з цим організатори передбачили спеціальні автобуси, які за 20 хвилин привозили учасників на стадіон, а після туру — знову в готелі.
На турнірі була чудово організована служба інформації. До початку кожного туру журналісти і команди одержували протоколи попереднього жеребкування пар чергового туру. Всі операції здійснювались за допомогою комп'ютера. Щодня випускавсь спеціальний номер бюлетеня з вибраними партіями туру.
Для глядачів було передбачено два демонстраційних зали. Хоча, демонструвалось всього 18 партій туру — чотири за участю аргентинських шахістів і 1 — 2 партії найцікавіших поєдинків інших команд.
Партії коментували молоді аргентинські майстри. В демонстраційних залах вболівальники стежили за ходом боротьби і досить часто бурхливо аплодували, як на футбольному полі за забитий м'яч, кожному вдалому ходу своїх кумирів.
Незважаючи на всі старання організаторів, на їхню адресу висловлювалися зауваження щодо розміщення учасників у готелях, на не досить великий за розміром прес-центр, в якому було замало місця для 400 журналістів, присутніх на змаганнях. Проте найбільше нарікань було на ігрові приміщення. Вони розміщувались на двох поверхах. На другому поверсі проходили поєдинки серед жінок та аутсайдерів чоловічого турніру. На четвертому поверсі грали найсильніші чоловічі команди, на третьому — знаходився прес-центр з 50 телетайпами.
Приміщення, в яких проходила гра, були низькими, (8 метрів), поділені вздовж (на 200—300 метрів) на рівні частини. З одного боку металевого бар'єру розміщувалися учасники, з іншого — численні глядачі, яким, як і учасникам, дозволялося палити.
Слід зазначити, що листопад в Аргентині — розпал весни, тому стояла спека. Не дивно, що в приміщеннях було дуже задушливо. Встановлені кондиціонери майже не допомагали, шум від їхньої роботи заважав учасникам, тому кондиціонери періодично виключали. Коли ж вимикали кондиціонери, в приміщення проникав шум літаків, оскільки неподалік від стадіону був аеропорт. Словом, умови для гри були нелегкими.
Нелегко було працювати в таких умовах і суддівському апарату, який на XXIII Олімпіаді був досить численним. Суддівський корпус очолював генеральний директор XXIII Олімпіади Г. Россетто (Аргентина). Головним суддею чоловічої XXIII Олімпіади був П. Клейн (Еквадор), жіночої — І. Кежден (США). Їм допомагали заступник головних арбітрів Ю. Авербах (СРСР), три помічники — Л. Абрамов (СРСР), В. Літманович (Польща), Л. Прінс (Голландія) і група місцевих суддів,
Олімпіада викликала в Аргентині значний інтерес. Радіо, телебачення і преса приділяли велику увагу турніру. Наприклад, газета «Кларин» відводила змаганням по дві полоси, а «Ла Насьйон» і «Буенос-Айрес геральд» — по одній, всебічно висвітлюючи матеріали кожного туру.

## Регламент
Вранці 25 жовтня в готелі «Шератон» відбулася нарада капітанів команд. На нараді були присутні президент ФІДЕ М. Ейве, генеральний директор XXIII Олімпіади Г. Россетто, суддівський корпус. Головний суддя П. Клейн оголосив, що чоловіча XXIII Олімпіада проводитиметься за швейцарською системою в 14 турів. Основою для жеребкування пар, як і на попередній, XXII Олімпіаді був список, складений у порядку середнього рейтингу Ело основних учасників. Жеребкування пар проводилося комп'ютером.
Спеціалісти перед початком турніру віддавали перевагу команді СРСР, середній коефіцієнт якої був набагато вищий від решти команд. Всього список було складено з 64 команд, в тому числі дві аргентинські, оскільки на XXIII Олімпіаду приїхала непарна кількість команд. Обидві аргентинські команди виступали в послаблених складах через відсутність провідних гросмейстерів Найдорфа, Панно, Кінтероса і Сангінетті. Більшість же країн прислала на XXIII Олімпіаду свої найкращі склади. Серед 300 учасників було понад 50 гросмейстерів.

## Відкриття
Вдень 25 жовтня у великому залі прийомів стадіону «Рівер Плейт» відбулось урочисте відкриття XXIII Олімпіади. Відразу ж після відкриття почався 1-й тур. Буквально в останні хвилини на турнір прибули команди Марокко і Фарерських островів, які не брали участі у жеребкуванні, що відбулося вранці. Суддівська колегія вирішила, що в 1-му турі вони зіграють між собою. Таким чином, на старт вийшло 66 команд з 65 країн. Серед них було вісім дебютантів: Китай, Шрі-Ланка, Гаяна, Ямайка, Лівія, Заїр, Мавританія та Об'єднані арабські Емірати.

## Перебіг

### 1 тур
У 1-му турі зустрічалися сильні і слабкі команди. Це вплинуло на результат зустрічей. З 33 матчів, 132 партії, 16 закінчилися з рахунком 4 : 0.
Несподіванки першого туру: США — Парагвай 3:1 (дві нічиї), Ісландія — Китай 1:3 (Сігуріонсон — Чи 0:1), Австрія — Гаяна 2,5:1,5, Філіппіни — Андорра 2:2.

### 3 тур
Третій тур: Найцікавіші результати туру: Угорщина — Голландія 3:1 (Портіш — Тімман 1:0, Сакс — Доннер 1:0), Куба —ФРН 3:1 (Г. Гарсіа — Хюбнер 1:0, А. Родрігес — Дарга 1:0), Югославія — Норвегія 2,5:1,5 (Івков — Огаард 0:1), Англія — Аргентина-1 2,5:1,5, СРСР — Румунія — 3:1. Становище в групі лідерів:
- 1. Англія—10;
- 2—6. Болгарія — 9,5;
- 2—6. Угорщина — 9,5;
- 2—6. Іспанія — 9,5;
- 2—6. Куба — 9,5;
- 2—6. СРСР — 9,5;

### 4 тур
4-ий тур: Угорщина — Іспанія 2,5:1,5 (Портіш — Дієздель Корраль 0:1), СРСР - Куба 3:1 СРСР разом з англійцями очолив таблицю, Югославія — Данія 2:2 (дві нічиї), Англія — Болгарія 2,5:1,5.

### 5 тур
П'ятий тур. Зустріч лідерів: СРСР — Англія — 2:2. Команди обмінялися перемогами на 1-й і 4-й шахівницях — Спасський — Майлс 0:1, Ваганян — Нанн 1:0. Такий результат матчу зберіг на турнірі двовладдя, оскільки основні конкуренти — команди Угорщини та США — закінчили свій матч внічию. Інші матчі туру: Югославія — Франція 2:2, Куба — Голландія 3:1, Данія — ФРН — 2,5:1,5.

### 6 тур
У 6-му турі зустрілися дві найсильніші команди XXIII Олімпіади — СРСР та Угорщини. Перемогли шахісти СРСР, і вивели радянську збірну в одноосібні лідери, оскільки англійці зазнали першої поразки в матчі з командою США — 1,5:2,5.

### 7 тур
У 7-му турі принциповим був матч США — Югославія. Югославська команда ніяк не могла набрати своєї найкращої форми. Ось і в цій зустрічі її підстерегла чергова невдача — 1,5:2,5. Після переконливої перемоги над збірною Уельсу в групу лідерів ввійшла команда ФРН. Угорці не зуміли подолати опір датчан — 2:2.

### 8 тур
У 8-му турі найбільшу увагу глядачів привернули матчі СРСР — США та Аргентина-1 — ФРН. На превеликий жаль місцевої публіки, їхня команда зазнала поразки (1:3). В матчі лідерів точилася безкомпромісна боротьба. До перерви лише Полугаєвському вдалося перемогти, Спаський зіграв внічию з Кавалеком. У день догравання Браун програв Петросяну, а Романишин зіграв внічию з Бірном. Перемога СРСР 3:1. Відрив команди СРСР від найближчого переслідувача становив півтора очка, до того ж і матчі з основними конкурентами залишилися позаду.

### 9 тур
У 9-му турі шахісти СРСР зазнали поразки від команди ФРН—1,5:2,5. Невдачею радянської команди відразу скористалися її основні конкуренти — американці і угорці. Перші досить легко (4:0) перемогли датчан, а угорська команда — болгарських шахістів — 2,5:1,5.
Було вирішено, що в неділю, коли на «Рівер Плейті» про-водилися матчі на першість країни з футболу, на шаховому турнірі поєдинки припинялися й учасникам надавалися вихідні дні. 
Так, у перший вихідний день (після 3-го туру) їм було надано право вибирати: відвідати кінні-перегони чи побувати на футбольному матчі на тому самому «Рівер Плейті». Під час другого вихідного дня (після 9-го туру) було організовано екскурсію по Буенос-Айресу.

### 10 тур
В 10-му турі СРСР зіграв в нічию з Ізраїлем — 2:2. Американці перемогли кубинців 2,5:1,5. Цього було досить, щоб наздогнати збірну СРСР. З інших поєдинків слід відзначити: Угорщина — ФРН 2:2, Англія — Швеція 2,5:1,5. Отже, на турнірі знову двовладдя. Попереду йшли команди СРСР і США.

### 11 тур
В 11 турі СРСР знову грає внічию з шведами. Американці перемогли команду ФРН — 2,5:1,5, а угорці — ісландців— 3:1. Після 11-го туру попереду вже були американці — 28,5 очка, у команд СРСР та Угорщини — по 28.

### 12 тур
В 12-му турі Угорщина розгромила шведів — 3,5:0,5 — і вперше захопила лідерство. Американці з мінімальним рахунком перемогли команду Ізраїлю. Мало хто передбачав, що команда СРСР з таким самим рахунком переможе поляків, але цього разу трапилося саме так. 
Становище команд після 12 турів:
- 1. Угорщина — 31,5;
- 2. США — 31;
- 3. СРСР — 30,5;
- 4—6. ФРН — 29;
- 4—6. Ізраїль 29;
- 4—6. Канада — 29;

Канадці з рахунком 4:0 перемогли в 12-му турі французів і з 17-го місця опинилися в групі лідерів.

### 13 тур
13-й тур вніс деяку перестановку в групу лідерів. Команда СРСР після ряду невдач здобула переконливу перемогу над канадцями — 3:1 і перемістилася на друге місце, оскільки американці закінчили матч з поляками внічию. Угорці перемогли ізраїльтян — 2,5:1,5 і залишилися на чолі турнірної таблиці.

### 14 тур
Все повинен був вирішити останній тур. У збірної СРСР ще залишалися шанси на перемогу в турнірі, якщо угорці невдало зіграють з югославами. Однак угорські шахісти з великим піднесенням провели матч, здобули переконливу перемогу — 3:1 і стали недосяжними для переслідувачів.
Команда СРСР в матчі з голландцями добилася лише мінімальної перемоги і чекала закінчення матчу США — Швейцарія, результат якого давав відповідь, хто буде срібним призером. Американці закінчили матч внічию і залишилися на третьому місці.

## Підсумок
Через 50 років угорській команді вдалося знову завоювати золотий Кубок ФІДЕ і золоті медалі. Успіх шахістів Угорщини був цілком заслуженим. Ще на Олімпіадах в Зігені і Скоп'є угорські шахісти робили серйозні спроби позмагатися з командою СРСР за перемогу, однак вимушені були обидва рази задовольнитися срібними медалями. В Буенос-Айресі угорці мали дуже рівний і сильний склад. Команда була прекрасно підготовлена теоретично і долю багатьох партій розв'язувала уже в дебюті. Особливо вражаючим був фініш команди. Запропонований нею темп в останніх 4 турах (12 з 16) був не під силу жодній з команд. Найбільший вклад в успіх команди внесли її лідери — Портіш (+8-2=4), Ріблі (+5—0=7) і Сакс (+5-0=8). Їх підтримав надійною грою Чом (+2—0=8) і лише Адор'ян — 4-а шахівниця (+0—0=4) і Вадас (+1—1=1) зіграли не зовсім вдало.
Для будь-якої іншої команди срібні медалі XXIII Олімпіади були б успіхом. Для радянської ж — це невдача, яка, на думку спеціалістів, була зумовлена тим що склад команди не був найсильнішим. А. Карпов і М. Таль, не змогли взяти участь у XXIII Олімпіаді через те, що матч в Багіо на першість світу затягнувся. 
Індивідуальні досягнення учасників команди були досить скромними. Лише Полугаєвський на 3-й шахівниці показав другий результат (+6—1=4) за болгарином Тринговим (+6—0=5). Лідери Спаський (+4—1=6) і Петросян (+3—0=6) на своїх шахівницях були відповідно десятим і шостим. Старанно грали дебютанти Романишин (+4—1=5) і Ваганян (+3—0=7), але від них чекали більшого.
Третє місце американській команді забезпечили вдалою грою Кавалек на 1-й шахівниці (+4—1=6) і особливо Тарджан, який добився на XXIII Олімпіаді абсолютно найкращого результату (+9—1=1) на 1-й резервній шахівниці. Решта учасників команди виступили досить посередньо: Браун (+3—3=3), Р. Бірн (+2—1=6), Лейн (+3—2=4), Ломбарді (+2-1=4).
Олімпіада в Буенос-Айресі наочно продемонструвала, що в шаховому світі з'явився ряд сильних молодих колективів (Англія, Голландія, Швеція і т. д.), здатних чинити гідний опір провідним командам. На фоні їхніх досягнень виділяється серйозна невдача югославської команди, яка складалася в основному з ветеранів. Замість звичного для себе місця в першій трійці югослави опинилися аж на 15-му місці.
Водночас із XXIII Олімпіадою проходив конгрес ФІДЕ, в роботі якого брав участь і чемпіон світу А. Карпов. Конгрес розглянув багато питань шахового руху і вибрав нового президента федерації. Ним став 43-річний ісландський гросмейстер Ф. Олафссон.

### Турнірна таблиця
- М - місце.
- Очки — сума набраних очок усіма шахістами (1 за перемогу шахіста, ½ за нічию, 0 — за поразку);
- КО — неофіційні командні очки, набрані всією командою (2 за перемогу команди, 1 — нічия, 0 — поразка).
- Курсивом - місце суперника.
- ( ) - сума набраних очок в матчі всіма шахістами.

| М    | Команда                         | Очки | КО | +  | = | -  | 1          | 2           | 3           | 4          | 5           | 6          | 7          | 8          | 9           | 10         | 11         | 12          | 13          | 14          |
| ---- | ------------------------------- | ---- | -- | -- | - | -- | ---------- | ----------- | ----------- | ---------- | ----------- | ---------- | ---------- | ---------- | ----------- | ---------- | ---------- | ----------- | ----------- | ----------- |
| 1    | Угорщина                        | 37   | 23 | 10 | 3 | 1  | 33 : (3½)  | 8 : (3)     | 14 : (3)    | 9 : (2½)   | 3 : (2)     | 2 : (1½)   | 7 : (2)    | 12 : (3)   | 13 : (2½)   | 4 : (2)    | 28 : (3)   | 16 : (3½)   | 5 : (2½)    | 15 : (3)    |
| 2    | СРСР                            | 36   | 23 | 10 | 3 | 1  | 41 : (3)   | 31-b : (3½) | 6 : (3)     | 18 : (3)   | 12 : (2)    | 1 : (2½)   | 13 : (2½)  | 3 : (3)    | 4 : (1½)    | 5 : (2)    | 16 : (2)   | 8 : (2½)    | 11 : (3)    | 14 : (2½)   |
| 3    | США                             | 35   | 23 | 10 | 3 | 1  | 32 : (3)   | 19 : (2½)   | 11 : (3)    | 30 : (3)   | 1 : (2)     | 12 : (2½)  | 15 : (2½)  | 2 : (1)    | 7 : (4)     | 18 : (2½)  | 4 : (2½)   | 5 : (2½)    | 8 : (2)     | 10 : (2)    |
| 4    | ФРН                             | 33   | 17 | 6  | 5 | 3  | 25 : (4)   | 29 : (2½)   | 18 : (1)    | 22 : (3)   | 7 : (1½)    | 16 : (2)   | 41 : (4)   | 17 : (3)   | 2 : (2½)    | 1 : (2)    | 3 : (1½)   | 15 : (2)    | 12 : (2)    | 5 : (2)     |
| 5    | Ізраїль                         | 32½  | 18 | 7  | 4 | 3  | 51 : (4)   | 27 : (2½)   | 9 : (1)     | 11 : (2½)  | 24 : (2)    | 36 : (2½)  | 6 : (2)    | 22 : (3)   | 8 : (2½)    | 2 : (2)    | 18 : (3½)  | 3 : (1½)    | 1 : (1½)    | 4 : (2)     |
| 6    | Румунія                         | 32½  | 16 | 6  | 4 | 4  | 56 : (4)   | 11 : (1½)   | 2 : (1)     | 26 : (1½)  | 20 : (2½)   | 50 : (4)   | 5 : (2)    | 13 : (2)   | 36 : (2)    | 31-b : (3) | 15 : (1½)  | 28 : (3)    | 9 : (2)     | 12 : (2½)   |
| 7    | Данія                           | 32   | 20 | 8  | 4 | 2  | 44 : (3)   | 21 : (2½)   | 23 : (3)    | 15 : (2)   | 4 : (2½)    | 11 : (3½)  | 1 : (2)    | 18 : (2)   | 3 : (0)     | 10 : (2½)  | 12 : (1)   | 29 : (3½)   | 13 : (2)    | 19 : (2½)   |
| 8    | Польща                          | 32   | 17 | 7  | 3 | 4  | 57 : (3½)  | 1 : (1)     | 40 : (2½)   | 27 : (4)   | 16 : (2½)   | 24 : (2)   | 12 : (2½)  | 15 : (1½)  | 5 : (1½)    | 36 : (3)   | 9 : (2½)   | 2 : (1½)    | 3 : (2)     | 11 : (2)    |
| 9    | Іспанія                         | 32   | 15 | 6  | 3 | 5  | 48 : (4)   | 34 : (2½)   | 5 : (3)     | 1 : (1½)   | 13 : (1½)   | 22 : (2)   | 36 : (1½)  | 30 : (3½)  | 10 : (1½)   | 19 : (3)   | 8 : (1½)   | 18 : (2)    | 6 : (2)     | 16 : (2½)   |
| 10   | Швейцарія                       | 32   | 19 | 8  | 3 | 3  | 47 : (3)   | 36 : (1½)   | 21 : (2½)   | 20 : (2½)  | 29 : (3½)   | 15 : (1)   | 27 : (2½)  | 16 : (2)   | 9 : (2½)    | 7 : (1½)   | 24 : (3)   | 12 : (2)    | 19 : (2½)   | 3 : (2)     |
| 11   | Канада                          | 32   | 16 | 7  | 2 | 5  | 58 : (4)   | 6 : (2½)    | 3 : (1)     | 5 : (1½)   | 33 : (3½)   | 7 : (½)    | 38 : (3½)  | 29 : (2)   | 12 : (1)    | 42 : (3)   | 32 : (2½)  | 36 : (4)    | 2 : (1)     | 8 : (2)     |
| 12   | Англія                          | 31½  | 15 | 6  | 3 | 5  | 38 : (4)   | 23 : (3½)   | 17 : (2½)   | 13 : (2½)  | 2 : (2)     | 3 : (1½)   | 8 : (1½)   | 1 : (1)    | 11 : (3)    | 16 : (1½)  | 7 : (3)    | 10 : (2)    | 4 : (2)     | 6 : (1½)    |
| 13   | Болгарія                        | 31½  | 16 | 7  | 2 | 5  | 45 : (4)   | 26 : (3)    | 36 : (2½)   | 12 : (1½)  | 9 : (2½)    | 18 : (3)   | 2 : (1½)   | 6 : (2)    | 1 : (1½)    | 28 : (1)   | 17 : (3)   | 14 : (1½)   | 7 : (2)     | 22 : (2½)   |
| 14   | Нідерланди                      | 31½  | 17 | 7  | 3 | 4  | 37 : (4)   | 22 : (3)    | 1 : (1)     | 17 : (2½)  | 18 : (1)    | 23 : (2)   | 16 : (1½)  | 20 : (2)   | 32 : (2½)   | 27 : (3)   | 31-b : (3) | 13 : (2½)   | 15 : (2)    | 2 : (1½)    |
| 15   | Югославія                       | 31   | 18 | 7  | 4 | 3  | 50 : (3½)  | 30 : (2½)   | 31 : (2½)   | 7 : (2)    | 36 : (2)    | 10 : (3)   | 3 : (1½)   | 8 : (2½)   | 18 : (1½)   | 17 : (2½)  | 6 : (2½)   | 4 : (2)     | 14 : (2)    | 1 : (1)     |
| 16   | Швеція                          | 31   | 17 | 7  | 3 | 4  | 40 : (3)   | 31 : (1½)   | 47 : (3½)   | 29 : (2½)  | 8 : (1½)    | 4 : (2)    | 14 : (2½)  | 10 : (2)   | 20 : (3½)   | 12 : (2½)  | 2 : (2)    | 1 : (½)     | 22 : (2½)   | 9 : (1½)    |
| 17   | Аргентина                       | 31   | 16 | 8  | 0 | 6  | 52 : (3)   | 20 : (3½)   | 12 : (1½)   | 14 : (1½)  | 23 : (2½)   | 26 : (3)   | 28 : (2½)  | 4 : (1)    | 42 : (3)    | 15 : (1½)  | 13 : (1)   | 19 : (1)    | 31 : (2½)   | 34 : (3½)   |
| 18   | Куба                            | 30½  | 17 | 7  | 3 | 4  | 42 : (2½)  | 49 : (4)    | 4 : (3)     | 2 : (1)    | 14 : (3)    | 13 : (1)   | 24 : (3)   | 7 : (2)    | 15 : (2½)   | 3 : (1½)   | 5 : (½)    | 9 : (2)     | 28 : (2½)   | 20 : (2)    |
| 19   | Австрія                         | 30½  | 15 | 7  | 1 | 6  | 43 : (2½)  | 3 : (1½)    | 33 : (2½)   | 25 : (1½)  | 32 : (2)    | 20 : (½)   | 40 : (3)   | 57 : (3½)  | 30 : (4)    | 9 : (1)    | 22 : (2½)  | 17 : (3)    | 10 : (1½)   | 7 : (1½)    |
| 20   | КНР                             | 30½  | 15 | 6  | 3 | 5  | 28 : (3)   | 17 : (½)    | 38 : (3½)   | 10 : (1½)  | 6 : (1½)    | 19 : (3½)  | 22 : (2)   | 14 : (2)   | 16 : (½)    | 34 : (1½)  | 50 : (2½)  | 35 : (2½)   | 51 : (4)    | 18 : (2)    |
| 21   | Мексика                         | 30½  | 16 | 7  | 2 | 5  | 53 : (3)   | 7 : (1½)    | 10 : (1½)   | 37 : (3)   | 34 : (1½)   | 32 : (1)   | 56 : (3)   | 42 : (1)   | 38 : (2½)   | 31 : (2)   | 52 : (3)   | 51 : (3)    | 23 : (2)    | 28 : (2½)   |
| 22   | Фінляндія                       | 30   | 14 | 6  | 2 | 6  | 55 : (4)   | 14 : (1)    | 31-b : (2½) | 4 : (1)    | 42 : (3)    | 9 : (2)    | 20 : (2)   | 5 : (1)    | 25 : (3)    | 23 : (3)   | 19 : (1½)  | 34 : (3)    | 16 : (1½)   | 13 : (1½)   |
| 23   | Колумбія                        | 30   | 15 | 5  | 5 | 4  | 64 : (4)   | 12 : (½)    | 7 : (1)     | 40 : (4)   | 17 : (1½)   | 14 : (2)   | 33 : (2½)  | 31 : (3)   | 28 : (2)    | 22 : (1)   | 29 : (2)   | 24 : (2½)   | 21 : (2)    | 27 : (2)    |
| 24   | Філіппіни                       | 29½  | 16 | 6  | 4 | 4  | 60 : (2)   | 42 : (2½)   | 41 : (3½)   | 28 : (2½)  | 5 : (2)     | 8 : (2)    | 18 : (1)   | 26 : (2½)  | 31-b : (1½) | 29 : (2½)  | 10 : (1)   | 23 : (1½)   | 33 : (3)    | 25 : (2)    |
| 25   | Нова Зеландія                   | 29½  | 15 | 7  | 1 | 6  | 4 : (0)    | 39 : (3)    | 45 : (3½)   | 19 : (2½)  | 26 : (1½)   | 27 : (1½)  | 57 : (3½)  | 31-b : (1) | 22 : (1)    | 50 : (2½)  | 51 : (1)   | 44 : (3½)   | 42 : (3)    | 24 : (2)    |
| 26   | Індонезія                       | 29½  | 14 | 6  | 2 | 6  | 63 : (4)   | 13 : (1)    | 29 : (1½)   | 6 : (2½)   | 25 : (2½)   | 17 : (1)   | 34 : (2½)  | 24 : (1½)  | 31 : (1)    | 51 : (2)   | 33 : (1½)  | 48 : (4)    | 30 : (2)    | 32 : (2½)   |
| 27   | Бразилія                        | 29½  | 14 | 6  | 2 | 6  | 65 : (4)   | 5 : (1½)    | 34 : (2½)   | 8 : (0)    | 50 : (3)    | 25 : (2½)  | 10 : (1½)  | 41 : (2½)  | 29 : (1½)   | 14 : (1)   | 30 : (2)   | 52 : (4)    | 32 : (1½)   | 23 : (2)    |
| 28   | Ісландія                        | 29   | 13 | 6  | 1 | 7  | 20 : (1)   | 44 : (4)    | 32 : (3)    | 24 : (1½)  | 30 : (2½)   | 34 : (3)   | 17 : (1½)  | 36 : (2½)  | 23 : (2)    | 13 : (3)   | 1 : (1)    | 6 : (1)     | 18 : (1½)   | 21 : (1½)   |
| 29   | Чилі                            | 29   | 14 | 5  | 4 | 5  | 39 : (4)   | 4 : (1½)    | 26 : (2½)   | 16 : (1½)  | 10 : (½)    | 33 : (2)   | 55 : (4)   | 11 : (2)   | 27 : (2½)   | 24 : (1½)  | 23 : (2)   | 7 : (½)     | 31-b : (2½) | 30 : (2)    |
| 30   | Австралія                       | 29   | 15 | 6  | 3 | 5  | 61 : (3½)  | 15 : (1½)   | 46 : (3½)   | 3 : (1)    | 28 : (1½)   | 31 : (2½)  | 32 : (2½)  | 9 : (½)    | 19 : (0)    | 39 : (4)   | 27 : (2)   | 31-b : (2½) | 26 : (2)    | 29 : (2)    |
| 31   | Норвегія                        | 29   | 14 | 6  | 2 | 6  | 62 : (3½)  | 16 : (2½)   | 15 : (1½)   | 36 : (1)   | 51 : (3)    | 30 : (1½)  | 31-b : (2) | 23 : (1)   | 26 : (3)    | 21 : (2)   | 34 : (1½)  | 32 : (2½)   | 17 : (1½)   | 41 : (2½)   |
| 31-b | Аргентина 2К                    | 28½  | 12 | 5  | 2 | 7  | 54 : (4)   | 2 : (½)     | 22 : (1½)   | 32 : (2)   | 41 : (1½)   | 35 : (4)   | 31 : (2)   | 25 : (3)   | 24 : (2½)   | 6 : (1)    | 14 : (1)   | 30 : (1½)   | 29 : (1½)   | 36 : (2½)   |
| 32   | Парагвай                        | 28½  | 12 | 5  | 2 | 7  | 3 : (1)    | 60 : (4)    | 28 : (1)    | 31-b : (2) | 19 : (2)    | 21 : (3)   | 30 : (1½)  | 34 : (3)   | 14 : (1½)   | 41 : (2½)  | 11 : (1½)  | 31 : (1½)   | 27 : (2½)   | 26 : (1½)   |
| 33   | Шотландія                       | 28   | 14 | 6  | 2 | 6  | 1 : (½)    | 57 : (3½)   | 19 : (1½)   | 43 : (4)   | 11 : (½)    | 29 : (2)   | 23 : (1½)  | 38 : (2)   | 51 : (1½)   | 37 : (2½)  | 26 : (2½)  | 41 : (2½)   | 24 : (1)    | 42 : (2½)   |
| 34   | Венесуела                       | 28   | 13 | 6  | 1 | 7  | 59 : (4)   | 9 : (1½)    | 27 : (1½)   | 51 : (2)   | 21 : (2½)   | 28 : (1)   | 26 : (1½)  | 32 : (1)   | 56 : (3½)   | 20 : (2½)  | 31 : (2½)  | 22 : (1)    | 36 : (3)    | 17 : (½)    |
| 35   | Сирія                           | 28   | 13 | 6  | 1 | 7  | 36 : (0)   | 37 : (1½)   | 52 : (2½)   | 62 : (3½)  | 38 : (1½)   | 31-b : (0) | 45 : (3)   | 39 : (2)   | 50 : (1½)   | 49 : (3)   | 56 : (3½)  | 20 : (1½)   | 41 : (1½)   | 53 : (3)    |
| 36   | Франція                         | 27½  | 12 | 5  | 2 | 7  | 35 : (4)   | 10 : (2½)   | 13 : (1½)   | 31 : (3)   | 15 : (2)    | 5 : (1½)   | 9 : (2½)   | 28 : (1½)  | 6 : (2)     | 8 : (1)    | 42 : (3½)  | 11 : (0)    | 34 : (1)    | 31-b : (1½) |
| 37   | Уругвай                         | 27½  | 15 | 5  | 5 | 4  | 14 : (0)   | 35 : (2½)   | 59 : (4)    | 21 : (1)   | 52 : (2)    | 57 : (1)   | 39 : (2)   | 43 : (2½)  | 46 : (2)    | 33 : (1½)  | 48 : (2½)  | 38 : (2½)   | 50 : (2)    | 40 : (2)    |
| 38   | Домініканська Республіка        | 27½  | 14 | 5  | 4 | 5  | 12 : (0)   | 64 : (3½)   | 20 : (½)    | 49 : (3)   | 35 : (2½)   | 52 : (3½)  | 11 : (½)   | 33 : (2)   | 21 : (1½)   | 53 : (2)   | 41 : (2)   | 37 : (1½)   | 43 : (3)    | 39 : (2)    |
| 39   | Шрі-Ланка                       | 27½  | 13 | 3  | 7 | 4  | 29 : (0)   | 25 : (1)    | 57 : (2)    | 48 : (1½)  | 60 : (3½)   | 59 : (2)   | 37 : (2)   | 35 : (2)   | 55 : (4)    | 30 : (0)   | 46 : (3½)  | 50 : (2)    | 45 : (2)    | 38 : (2)    |
| 40   | Гонконг                         | 27½  | 12 | 5  | 2 | 7  | 16 : (1)   | 62 : (4)    | 8 : (1½)    | 23 : (0)   | 53 : (3)    | 55 : (1)   | 19 : (1)   | 44 : (3½)  | 41 : (1)    | 52 : (0)   | 64 : (4)   | 57 : (3½)   | 47 : (2)    | 37 : (2)    |
| 41   | Уельс                           | 27   | 13 | 6  | 1 | 7  | 2 : (1)    | 53 : (3)    | 24 : (½)    | 47 : (3½)  | 31-b : (2½) | 51 : (3)   | 4 : (0)    | 27 : (1½)  | 40 : (3)    | 32 : (1½)  | 38 : (2)   | 33 : (1½)   | 35 : (2½)   | 31 : (1½)   |
| 42   | Перу                            | 27   | 11 | 5  | 1 | 8  | 18 : (1½)  | 24 : (1½)   | 50 : (2)    | 46 : (3½)  | 22 : (1)    | 56 : (2½)  | 43 : (3½)  | 21 : (3)   | 17 : (1)    | 11 : (1)   | 36 : (½)   | 53 : (3½)   | 25 : (1)    | 33 : (1½)   |
| 43   | Гаяна                           | 27   | 12 | 6  | 0 | 8  | 19 : (1½)  | 46 : (½)    | 60 : (4)    | 33 : (0)   | 45 : (1½)   | 49 : (4)   | 42 : (½)   | 37 : (1½)  | 47 : (2½)   | 48 : (1)   | 54 : (2½)  | 62 : (4)    | 38 : (1)    | 50 : (2½)   |
| 44   | Японія                          | 27   | 16 | 7  | 2 | 5  | 7 : (1)    | 28 : (0)    | 61 : (2½)   | 53 : (2)   | 59 : (1)    | 54 : (2½)  | 48 : (2½)  | 40 : (½)   | 63 : (4)    | 58 : (3)   | 45 : (2)   | 25 : (½)    | 55 : (2½)   | 56 : (3)    |
| 45   | Люксембург                      | 27   | 15 | 6  | 3 | 5  | 13 : (0)   | 63 : (3)    | 25 : (½)    | 55 : (2)   | 43 : (2½)   | 46 : (1)   | 35 : (1)   | 49 : (2½)  | 60 : (3)    | 54 : (2½)  | 44 : (2)   | 47 : (1½)   | 39 : (2)    | 65 : (3½)   |
| 46   | Фарерські острови               | 27   | 12 | 5  | 2 | 7  | 49 : (2)   | 43 : (3½)   | 30 : (½)    | 42 : (½)   | 57 : (1)    | 45 : (3)   | 47 : (2½)  | 51 : (1½)  | 37 : (2)    | 56 : (1½)  | 39 : (½)   | 65 : (4)    | 58 : (1½)   | 63 : (3)    |
| 47   | Бельгія                         | 26½  | 12 | 4  | 4 | 6  | 10 : (1)   | 52 : (3)    | 16 : (½)    | 41 : (½)   | 49 : (1½)   | 62 : (3½)  | 46 : (1½)  | 53 : (2)   | 43 : (1½)   | 57 : (2)   | 55 : (3)   | 45 : (2½)   | 40 : (2)    | 48 : (2)    |
| 48   | Гватемала                       | 26½  | 14 | 6  | 2 | 6  | 9 : (0)    | 59 : (1)    | 58 : (2½)   | 39 : (2½)  | 56 : (1½)   | 53 : (2½)  | 44 : (1½)  | 55 : (2)   | 57 : (2½)   | 43 : (3)   | 37 : (1½)  | 26 : (0)    | 64 : (4)    | 47 : (2)    |
| 49   | Марокко                         | 26½  | 14 | 6  | 2 | 6  | 46 : (2)   | 18 : (0)    | 55 : (2½)   | 38 : (1)   | 47 : (2½)   | 43 : (0)   | 58 : (2½)  | 45 : (1½)  | 62 : (3½)   | 35 : (1)   | 63 : (4)   | 56 : (2½)   | 52 : (1½)   | 51 : (2)    |
| 50   | Туніс                           | 26   | 12 | 4  | 4 | 6  | 15 : (½)   | 61 : (3)    | 42 : (2)    | 54 : (4)   | 27 : (1)    | 6 : (0)    | 51 : (2)   | 52 : (2½)  | 35 : (2½)   | 25 : (1½)  | 20 : (1½)  | 39 : (2)    | 37 : (2)    | 43 : (1½)   |
| 51   | Еквадор                         | 26   | 14 | 5  | 4 | 5  | 5 : (0)    | 65 : (3)    | 56 : (4)    | 34 : (2)   | 31 : (1)    | 41 : (1)   | 50 : (2)   | 46 : (2½)  | 33 : (2½)   | 26 : (2)   | 25 : (3)   | 21 : (1)    | 20 : (0)    | 49 : (2)    |
| 52   | Болівія                         | 26   | 12 | 5  | 2 | 7  | 17 : (1)   | 47 : (1)    | 35 : (1½)   | 64 : (4)   | 37 : (2)    | 38 : (½)   | 59 : (2½)  | 50 : (1½)  | 53 : (2½)   | 40 : (4)   | 21 : (1)   | 27 : (0)    | 49 : (2½)   | 55 : (2)    |
| 53   | Тринідад і Тобаго               | 26   | 10 | 3  | 4 | 7  | 21 : (1)   | 41 : (1)    | 54 : (2)    | 44 : (2)   | 40 : (1)    | 48 : (1½)  | 61 : (3½)  | 47 : (2)   | 52 : (1½)   | 38 : (2)   | 60 : (3½)  | 42 : (½)    | 65 : (3½)   | 35 : (1)    |
| 54   | Йорданія                        | 26   | 14 | 5  | 4 | 5  | 31-b : (0) | 55 : (2)    | 53 : (2)    | 50 : (0)   | 62 : (2½)   | 44 : (1½)  | 65 : (2½)  | 60 : (2)   | 59 : (3½)   | 45 : (1½)  | 43 : (1½)  | 58 : (2½)   | 63 : (2)    | 61 : (2½)   |
| 55   | Ямайка                          | 25½  | 12 | 4  | 4 | 6  | 22 : (0)   | 54 : (2)    | 49 : (1½)   | 45 : (2)   | 63 : (3½)   | 40 : (3)   | 29 : (0)   | 48 : (2)   | 39 : (0)    | 65 : (3½)  | 47 : (1)   | 64 : (3½)   | 44 : (1½)   | 52 : (2)    |
| 56   | Пуерто-Рико                     | 25   | 12 | 6  | 0 | 8  | 6 : (0)    | 58 : (3)    | 51 : (0)    | 61 : (4)   | 48 : (2½)   | 42 : (1½)  | 21 : (1)   | 59 : (4)   | 34 : (½)    | 46 : (2½)  | 35 : (½)   | 49 : (1½)   | 57 : (3)    | 44 : (1)    |
| 57   | Малайзія                        | 25   | 12 | 5  | 2 | 7  | 8 : (½)    | 33 : (½)    | 39 : (2)    | 58 : (3½)  | 46 : (3)    | 37 : (3)   | 25 : (½)   | 19 : (½)   | 48 : (1½)   | 47 : (2)   | 61 : (3)   | 40 : (½)    | 56 : (1)    | 64 : (3½)   |
| 58   | Лівія                           | 23½  | 10 | 4  | 2 | 8  | 11 : (0)   | 56 : (1)    | 48 : (1½)   | 57 : (½)   | 61 : (2)    | 63 : (2)   | 49 : (1½)  | 65 : (2½)  | 64 : (3½)   | 44 : (1)   | 62 : (1½)  | 54 : (1½)   | 46 : (2½)   | 60 : (2½)   |
| 59   | Мавританія                      | 23½  | 13 | 5  | 3 | 6  | 34 : (0)   | 48 : (3)    | 37 : (0)    | 60 : (2½)  | 44 : (3)    | 39 : (2)   | 52 : (1½)  | 56 : (0)   | 54 : (½)    | 64 : (2)   | 65 : (3)   | 63 : (3)    | 61 : (1)    | 62 : (2)    |
| 60   | Андорра                         | 22½  | 10 | 3  | 4 | 7  | 24 : (2)   | 32 : (0)    | 43 : (0)    | 59 : (1½)  | 39 : (½)    | 65 : (3)   | 64 : (3½)  | 54 : (2)   | 45 : (1)    | 63 : (3)   | 53 : (½)   | 61 : (2)    | 62 : (2)    | 58 : (1½)   |
| 61   | Американські Віргінські Острови | 22   | 9  | 3  | 3 | 8  | 30 : (½)   | 50 : (1)    | 44 : (1½)   | 56 : (0)   | 58 : (2)    | 64 : (3)   | 53 : (½)   | 63 : (2½)  | 65 : (2)    | 62 : (1½)  | 57 : (1)   | 60 : (2)    | 59 : (3)    | 54 : (1½)   |
| 62   | Бермудські Острови              | 20½  | 11 | 4  | 3 | 7  | 31 : (½)   | 40 : (0)    | 65 : (3½)   | 35 : (½)   | 54 : (1½)   | 47 : (½)   | 63 : (2)   | 64 : (2½)  | 49 : (½)    | 61 : (2½)  | 58 : (2½)  | 43 : (0)    | 60 : (2)    | 59 : (2)    |
| 63   | Заїр                            | 16   | 5  | 1  | 3 | 10 | 26 : (0)   | 45 : (1)    | 64 : (1)    | 65 : (3)   | 55 : (½)    | 58 : (2)   | 62 : (2)   | 61 : (1½)  | 44 : (0)    | 60 : (1)   | 49 : (0)   | 59 : (1)    | 54 : (2)    | 46 : (1)    |
| 64   | ОАЕ                             | 12½  | 5  | 2  | 1 | 11 | 23 : (0)   | 38 : (½)    | 63 : (3)    | 52 : (0)   | 65 : (2½)   | 61 : (1)   | 60 : (½)   | 62 : (1½)  | 58 : (½)    | 59 : (2)   | 40 : (0)   | 55 : (½)    | 48 : (0)    | 57 : (½)    |
| 65   | Британські Віргінські Острови   | 12½  | 1  | 0  | 1 | 13 | 27 : (0)   | 51 : (1)    | 62 : (½)    | 63 : (1)   | 64 : (1½)   | 60 : (1)   | 54 : (1½)  | 58 : (1½)  | 61 : (2)    | 55 : (½)   | 59 : (1)   | 46 : (0)    | 53 : (½)    | 45 : (½)    |

Кращі результати по дошкам показали:
| Прізвище шахіста | Країна               | + | - | = | %    |
| Корчной          | Швейцарія            | 7 | 0 | 4 | 81,8 |
| Кулиговский      | Польща               | 8 | 1 | 4 | 76,9 |
| Трингов          | Болгарія             | 6 | 0 | 5 | 77,3 |
| Бордонада        | Філіппіни            | 5 | 0 | 4 | 77,8 |
| Тарджан          | США                  | 9 | 1 | 1 | 86,4 |
| Турнер           | Віргінські о-ви, США | 6 | 0 | 1 | 92,9 |